# L-02D
docomo with series PRADA phone by LG L-02D（ドコモ ウィズシリーズ プラダフォン バイ エルジー エルゼロニディー）は、LGエレクトロニクスによって開発された、NTTドコモの第3世代移動通信システム（FOMA）の端末である。OSはAndroid 2.3。docomo with seriesのひとつ。

## 概要
LGエレクトロニクスが提携しているファッションブランドプラダとのコラボレーションモデルであるPRADA phone by LGシリーズのグローバルモデル第3弾PRADA phone by LG 3.0をベースとした端末であり、国内で発売されるPRADA phoneとしてはL852iに次いで2機種目となる。前のモデルが高価だったのに対し、今回は価格が抑えられて割引適用後の価格は3万円台後半となった。
PRADA phoneとしては初となるAndroid搭載スマートフォンであり、CPUはデュアルコアを採用している。また、グローバルモデルと違いワンセグとおサイフケータイを搭載しているが、ストレージ容量がグローバルモデルの8GBから4GBに減らされている。
PRADAの世界観追求のため本体にFeliCaロゴの刻印がない。また同じ理由で「NTT docomo」のロゴやグローバルモデルにあるような「LG」ロゴもない。
なお、赤外線通信と防水対応は備えていないほか、Xiには非対応である。
ドコモにおけるSIMロック解除端末で、イー・アクセスのEM chipを利用できるスマートフォン端末としては、F-12Cに次ぎ2機種目となる。

## Android 4.0での変更点
2012年10月15日にAndroid 4.0へのアップデートが開始された。アップデートはパソコン経由でのみ可能である。
アップデートに伴う変更点・機能の追加は以下とおり。
- 顔認証機能への対応
- ワンタッチメモ機能の追加
- 通知パネルのクイック設定の編集機能の追加
- ネットワークデータ使用量を管理する機能の追加
- 「Google＋」・「メッセンジャー」・「Playムービー」・「Eメール」・「iコンシェル」・「SDカードバックアップ」アプリの追加

また、以下の不具合も解消される。
- microSDXCカードを差し込むと、microSDXCカード内のデータが破損する。(ただしアップデートを適用してもmicroSDXCカードの利用は不可。)

## 主な対応サービス
| 主な対応サービス                                 | 主な対応サービス                         | 主な対応サービス                       | 主な対応サービス                              |
| ------------------------------------------------ | ---------------------------------------- | -------------------------------------- | --------------------------------------------- |
| タッチパネル／加速度センサー                     | Xi／FOMAハイスピード                     | Bluetooth                              | DCMX／おサイフケータイ／赤外線／トルカ        |
| ワンセグ                                         | メロディコール                           | テザリング                             | WiFi IEEE802.11b/g/n                          |
| GPS                                              | spモード／電話帳バックアップ             | デコメール／デコメ絵文字／デコメアニメ | iチャネル                                     |
| エリアメール／ソフトウェアーアップデート自動更新 | デジタルオーディオプレーヤー(WMA)(MP3他) | GSM／3Gローミング（WORLD WING）        | フルブラウザ／Flash Player 10.3               |
| Androidマーケット／dメニュー／dマーケット        | Gmail／Google Talk／YouTube／Picasa      | バーコードリーダ／名刺リーダ           | ドコモ地図ナビ／Google Maps／ストリートビュー |

## 歴史
- 2011年11月4日 - 技術基準適合証明(TELEC)通過
- 2011年11月21日 - 連邦通信委員会(FCC)通過
- 2011年12月15日 - LGエレクトロニクスとプラダから正式発表。
- 2011年12月20日 - NTTドコモから日本モデル正式発表。
- 2012年1月17日 - 予約開始。
- 2012年1月26日 - 発売開始。[5]
- 2012年10月15日 - Android 4.0へアップデート開始。[6]